# Krînîcikî, Verhnodniprovsk
Krînîcikî (în ucraineană Кринички) este un sat în comuna Dmîtrivka din raionul Verhnodniprovsk, regiunea Dnipropetrovsk, Ucraina.

## Demografie
Componența lingvistică a localității Krînîcikî
     Ucraineană (94,68%)
     Rusă (4,26%)
     Belarusă (1,06%)
Conform recensământului din 2001, majoritatea populației localității Krînîcikî era vorbitoare de ucraineană (94,68%), existând în minoritate și vorbitori de rusă (4,26%) și belarusă (1,06%).